# パンドラウイルス属
パンドラウイルス属 (Pandoravirus) とは、ウイルスの1属である。単にパンドラウイルスとも呼ばれる。2013年時点で2種が発見されている。
一般的なウイルスの大きさが0.05μmから0.1μm程度であるのに対し、パンドラウィルス属はカプシド径が長さ1μm、幅0.5μm、ゲノムが約200万塩基対と巨大であり、既知のウイルスの中で最大である。そのため、パンドラウィルス属を新しいドメインを構成する生物と分類するべきであるとの説もある。

## 概要
パンドラウイルス属は、2013年にエクス・マルセイユ大学の Nadège Philippe らの研究チームによって発見されたウイルスである。2種が記載されており、それぞれパンドラウイルス・サリヌス (Pandoravirus salinus) とパンドラウイルス・ドゥルキス (Pandoravirus dulcis) という学名が付けられている。この2種をもってパンドラウイルス科 (Pandoraviridae) とパンドラウイルス属を構成する。発見の成果は同年7月19日にサイエンスに掲載され、電子顕微鏡によって撮影されたパンドラウイルスの写真が同誌の表紙を飾った。
パンドラウイルス属はアメーバに寄生するウイルスである。サリヌスはチリのトゥンケン川河口から、ドゥルキスはオーストラリアのメルボルン近郊にある淡水湖から発見された。どちらも水中の堆積物中に豊富に生息するアメーバを調査した結果である。アメーバが研究対象となったのは、2003年に巨大なウイルスとしては初めて記載されたミミウイルス (Acanthamoeba polyphaga mimivirus) をはじめとして、しばしばアメーバから寄生する巨大なウイルスが発見されたためである。メガウイルス・キレンシス (Megavirus chilensis) のように宿主は不明であるが、実験室の中ではアメーバに寄生することが確認されているものもある。これらの巨大なウイルスはアメーバに感染する事でアメーバを餌にしていると考えられており、ヒトには感染しない。
2013年以後は、世界各地でパンドラウイルスの発見が相次いでいる。2019年には武村政春と明石基洋が荒川 (関東)の河川敷で採取した土壌からパンドラウイルスの2種を発見し、それぞれパンドラウイルス・ハデス、パンドラウイルス・ペルセポネと命名している。

## 大きさ
パンドラウイルス属は電子顕微鏡下ではおよそ楕円形の見かけをしている。非常に巨大であり、ウイルスとしては最大のカプシド径を有している。大きさは、長さ1μm、幅0.5μmと、これまで最大であったメガウイルス・キレンシスの0.68μmを上回り、ウイルスとしては初めて1μmを超える大きさを記録した。これは0.05μmから0.1μmのサイズが多いウイルスより、むしろ細菌のサイズである。例えば大腸菌 (Escherichia coli) は長さ2μmである事と比較すれば、パンドラウイルス属がいかに巨大であるかが分かる。また、マイコプラズマ・ゲニタリウム (Mycoplasma genitalium) やナノアルカエウム・エクウィタンス (Nanoarchaeum equitans) など、一部の生物の大きさを上回っている。一般にウイルスは光学顕微鏡では見えない大きさであるが、パンドラウイルスは見えることになる。にもかかわらず、パンドラウイルス属が生物ではなくウイルスと分類されたのは、カプシドにDNAが包まれていることや、タンパク質の翻訳やアデノシン三リン酸の合成に関わる遺伝子などが欠如していることからである。このように巨大であるために、過去の調査でもパンドラウイルス属が発見されていながら細菌として見逃されていたという可能性がある。実際、発見した研究チームの調査では、アカントアメーバ (Acanthamoeba) に寄生する生物に関する2000年に書かれた文献で、パンドラウイルス属と良く似た小片についての記載がある。また、微生物学者のジャン・ミシェル・クラブリーとシャンタル・アベルジェルによれば、ウイルスは単独で増殖する能力がないので培養することは出来ないが、仮にパンドラウイルスを細菌だと思い込んで培養に挑戦し、失敗しても、海中に生息する細菌の約60%は培養に成功していないため、細菌であるという思い込みに疑問を抱くことはないだろうと述べている。過去の同様の例として、あまりに巨大であるため、約9年間細菌に分類されていたミミウイルスがある。

## ゲノム
また、パンドラウイルス属は見かけだけでなくゲノムサイズも非常に巨大である。サリヌスは約247万塩基対のDNAを有し、これはウイルスでは最大の数である。ドゥルキスは約191万塩基対とサリヌスより約50万塩基対少ないものの、それでもこれまで最大であったメガウイルス・キレンシスの約126万塩基対よりはるかに大きい。
パンドラウイルス属は遺伝子も巨大であり、タンパク質をコードしている遺伝子数は、サリヌスが2556個、ドゥルキスが約1500個である。サリヌスは既知のウイルスで最も大きい遺伝子である。比較として、典型的なウイルスが約10個、これまで最大であったメガウイルス・キレンシスは1120個、自由生活性の生物として最小のゲノムを持つ古細菌メタノテルムス・フェルウィドゥス (Methanothermus fervidus) が1311個である。
遺伝子の配列そのものも極めて特徴的であり、例えばサリヌスの遺伝子は約93%が既知のいかなる遺伝子配列とも共通点を見出す事が出来なかった。また、パンドラウイルス属は生態も既知のほとんどのウイルスとは非常に異なっている。典型的なウイルスの場合、入れ物となるカプシドと中に入るウイルス核酸が別々に合成され、その後カプシドの中にウイルス核酸が入り込んで満たされることでウイルスが組み立てられる。しかしパンドラウイルス属の場合は、合成と同時に組み立ても行われている。これらの性質から、パンドラウイルス属はウイルスではなく生物であり、しかも遺伝子的共通性の少なさから、新しいドメインを構成しているのではないかと発見した研究チームは考えている。また、既知の生物と数十億年前に分岐して進化した子孫がパンドラウイルス属をはじめとした巨大なウイルスなのでは無いかとする説もある。このパンドラの箱を開けたような様から、このウイルスはパンドラウイルスと命名されている。
| 名称                             | 分類                 | 塩基対数 | 遺伝子数 | 大きさ (nm) |
| -------------------------------- | -------------------- | -------- | -------- | ----------- |
| パンドラウイルス・サリヌス       | ウイルス             | 約247万  | 2556     | 1000        |
| パンドラウイルス・ドゥルキス     | ウイルス             | 約191万  | 約1500   | 1000        |
| メガウイルス・キレンシス         | ウイルス             | 約126万  | 1120     | 680         |
| メタノテルムス・フェルウィドゥス | 古細菌（自由生活性） | 約124万  | 1311     | 400×4000    |
| マイコプラズマ・ゲニタリウム     | 細菌（寄生）         | 約58万   | 521      | 250         |
| ナノアルカエウム・エクウィタンス | 古細菌（寄生）       | 約49万   | 540      | 400         |
| ナスイア・デルトケパリニコラ     | 細菌（細胞内寄生）   | 約11万   | 137      | ?           |